# Кучеренко, Владимир Анатольевич
Владимир Анатольевич Кучеренко (5 апреля 1954 — 8 сентября 2016) — Герой Советского Союза, командир 3-й вертолётной эскадрильи 50-го отдельного смешанного авиационного полка ВВС 40-й армии Краснознамённого Туркестанского военного округа (ограниченный контингент советских войск в Демократической Республике Афганистан), капитан.

## Биография
Родился 5 апреля 1954 года в селе Нижняя Сыроватка Сумской области Украины в семье крестьянина. Украинец. Член КПСС с 1987 года. Окончил 10 классов и аэроклуб. Работал слесарем в производственном объединении «Химпром», затем борторезчиком на одном из заводов в городе Сумы.
В Советской Армии в 1972 году и с 1974 года. В 1974 году экстерном окончил Сызранское высшее военное авиационное училище лётчиков. Служил в Краснознамённых Киевском, Московском военных округах, в Группе советских войск в Германии, где стал командиром звена и лётчиком 1-го класса.
С октября 1984 года по 1985 год Владимир Кучеренко находился в составе ограниченного контингента советских войск в Афганистане.
Кучеренко нв вертолёте Ми-8МТ совершил 883 боевых вылета, участвовал в 30 боевых операциях, в ходе которых было уничтожено 42 опорных пункта, 24 позиции ДШК, 9 позиций ЗГУ, 29 автомашин (всего участвовал в атаке на 21 караван с оружием).
В 1987 году портрет капитана Кучеренко был размещён на обложке январского номера журнала Авиация и космонавтика.
В 1990 году окончил Военно-воздушную академию имени Ю. А. Гагарина. Полковник В. А. Кучеренко продолжал службу в ВВС. Жил в городе Нижний Новгород.
Скончался 8 сентября 2016 года. Похоронен на Федяковском кладбище Нижнего Новгорода.
В посёлке Глебычево — месте дислокации 332-го отдельного гвардейского вертолётного полка, где В. А. Кучеренко проходил службу с 1984 по 1987 год, в его честь установлена мемориальная доска.

## Герой Советского Союза
Указом Президиума Верховного Совета СССР от 26 мая 1986 года «За успешное выполнение задания по оказанию интернациональной помощи Демократической Республике Афганистан и проявленные при этом мужество и героизм капитану Кучеренко Владимиру Анатольевичу присвоено звание Героя Советского Союза с вручением ордена Ленина и медали „Золотая Звезда“ (№ 11543)».

## Награды
- Медаль «Золотая Звезда» Героя Советского Союза.
- Орден Ленина (1986).
- Орден Красной Звезды (1985).
- Медали.